# 冶山 (南京)
冶山，古称冶城山，是南京市秦淮区的岗地。海拔约20米，岗顶平缓。冶山所在即明太祖改建的朝天宫。
冶山的名字来源有两种说法，一是，因吴王夫差在此设冶城而得名。二是，东吴时期，孙权曾经在此设官方冶铸作坊而得名。朝天宫东侧、江宁府学旧址北部，依山而建有六朝公园（或称六朝文化公园）。2001年在山顶建有冶城阁。此阁三级四面，高21米。